# 千葉県道401号松戸野田関宿自転車道線

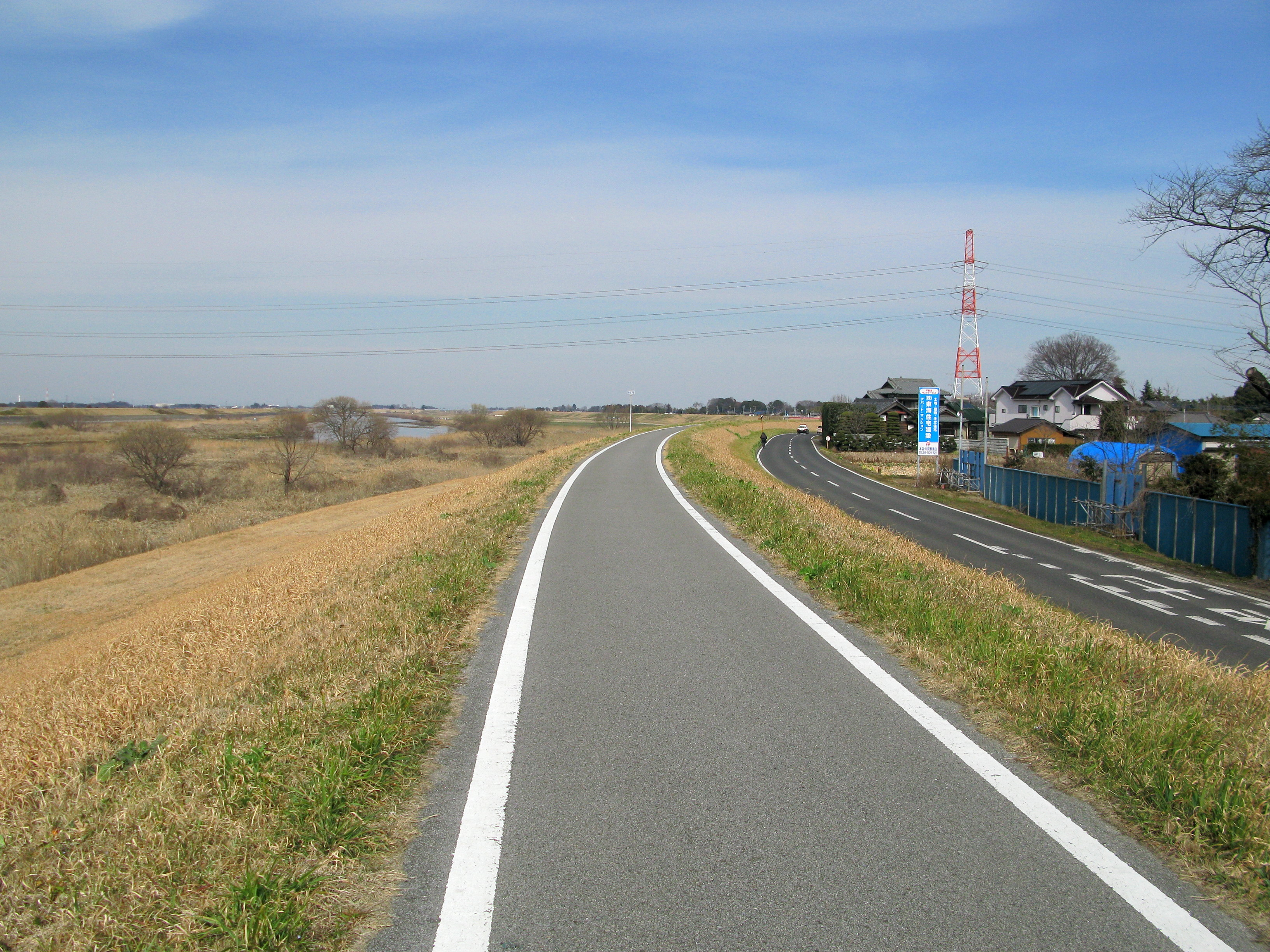
野田市東金野井地区（2012年2月）

千葉県道401号松戸野田関宿自転車道線（ちばけんどう401ごう まつどのだせきやどじてんしゃどうせん）は、千葉県松戸市から野田市に至る一般県道・自転車歩行者専用道路・大規模自転車道である。一般には松戸野田関宿自転車道または江戸川左岸自転車道と呼ばれており、江戸川の左岸（東岸）に沿って敷設されている。

## 概要
- 起点：松戸市小山[4]（葛飾橋、千葉県道54号松戸草加線交点）
- 終点：野田市関宿三軒家[4]（千葉県立関宿城博物館付近）
- 実延長：40.894km[4]
- 整備着手年度：1980年度（昭和55年度）[2]
- 県道路線の認定：1979年(昭和54年)10月26日[5]

## 通過する自治体
- 松戸市 - 松戸排水機場付近から当該自転車道起点である松戸市小山までの区間は、松戸市が設定した「水辺の健康エコロード」[6]と重複供用されている。
- 流山市
- 野田市 - 野田市岡田地区(新五駄排水樋管付近)から終点の関宿三軒家地区への区間は、旧・関宿町の町域に該当する[7]。

## 交差・接続する道路と鉄道
- 松戸市
  - 千葉県道54号松戸草加線（起点）
  - 千葉県道295号松戸三郷線（旧称：松戸三郷有料道路）（上葛飾橋）
- 流山市
  - 首都圏新都市鉄道つくばエクスプレス線（江戸川橋梁）
  - 武蔵野線（江戸川橋梁）
  - 千葉県道29号草加流山線・千葉県道52号越谷流山線（流山橋）
  - 都市軸道路（三郷流山橋）(有料道路)
  - 常磐自動車道（江戸川橋）
  - 千葉県道407号我孫子流山自転車道線(流山市深井新田,深井新田橋南詰)
- 野田市
  - 千葉県道326号川藤野田線（玉葉橋）
  - 千葉県道19号越谷野田線（野田橋）
  - 東武野田線（江戸川橋梁）
  - 国道16号（金野井大橋）
  - 千葉県道183号次木杉戸線（宝珠花橋）
  - 千葉県道26号境杉戸線（関宿橋）